# Grimmia indica
Grimmia indica är en bladmossart som beskrevs av Bernard Goffinet och Greven 2000. Grimmia indica ingår i släktet grimmior, och familjen Grimmiaceae. Inga underarter finns listade i Catalogue of Life.